# هانز ألبيرس
هانز ألبيرس (بالألمانية: Hans Albers )‏ (و. 1891 – 1960 م) هو مغني، وممثل مسرحي، وممثل أفلام ألماني، ولد في هامبورغ، توفي في بيرغ، عن عمر يناهز 69 عاماً.

## جوائز
حصل على جوائز منها:
- صليب القائد لنيشان استحقاق جمهورية ألمانيا الاتحادية (1960).

## وصلات خارجية
- هانز ألبيرس على موقع IMDb (الإنجليزية)
- هانز ألبيرس على موقع روتن توميتوز (الإنجليزية)
- هانز ألبيرس على موقع مونزينجر (الألمانية)
- هانز ألبيرس على موقع ألو سيني (الفرنسية)
- هانز ألبيرس على موقع ميوزك برينز (الإنجليزية)
- هانز ألبيرس على موقع أول موفي (الإنجليزية)
- هانز ألبيرس على موقع قاعدة بيانات الأفلام السويدية (السويدية)
- هانز ألبيرس على موقع أول ميوزيك (الإنجليزية)
- هانز ألبيرس على موقع ديسكوغز (الإنجليزية)
- هانز ألبيرس على موقع قاعدة بيانات الفيلم (الإنجليزية)